# Siège de véhicule

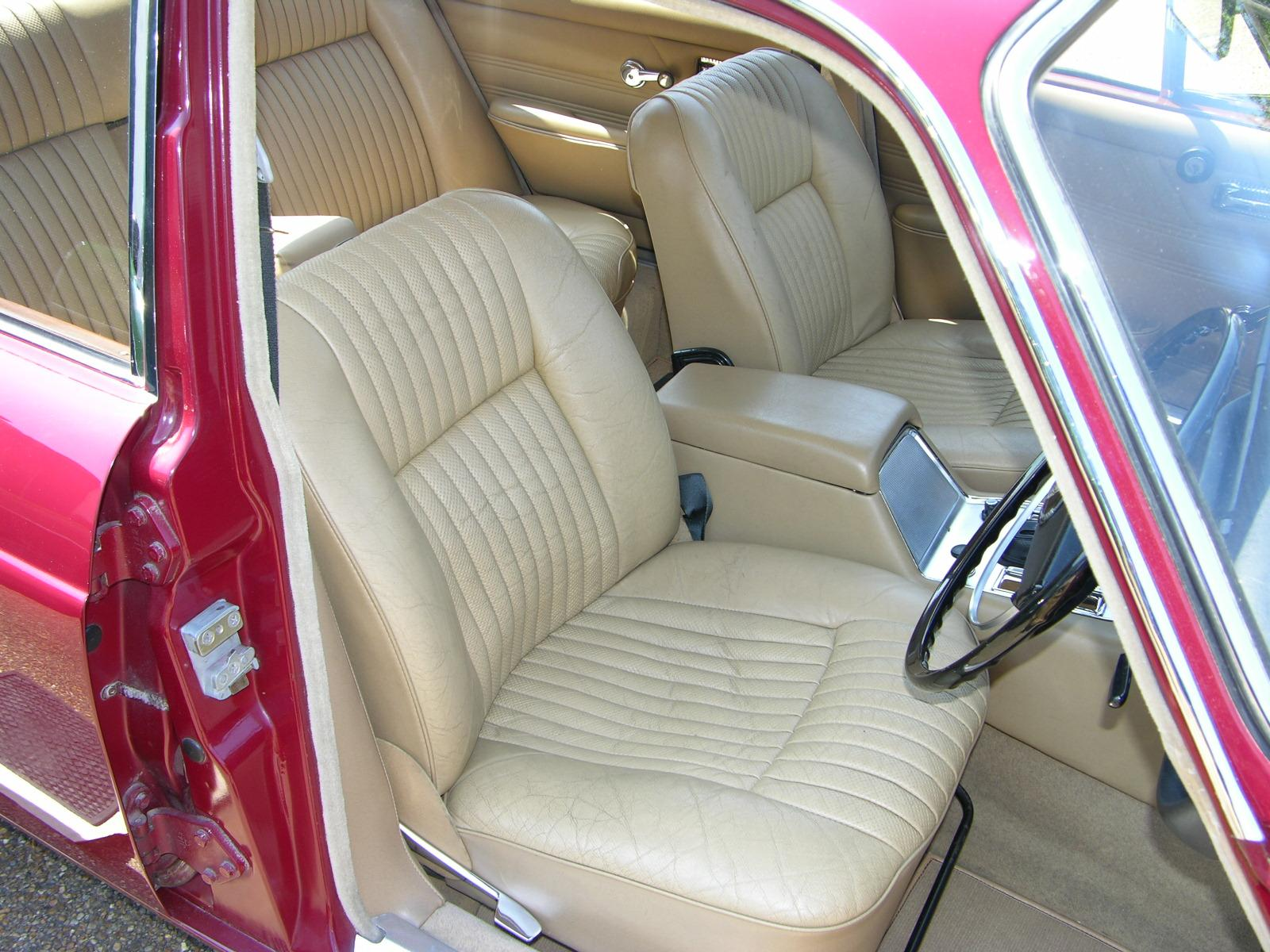
Les sièges d'une Jaguar XJ6 des années 1970

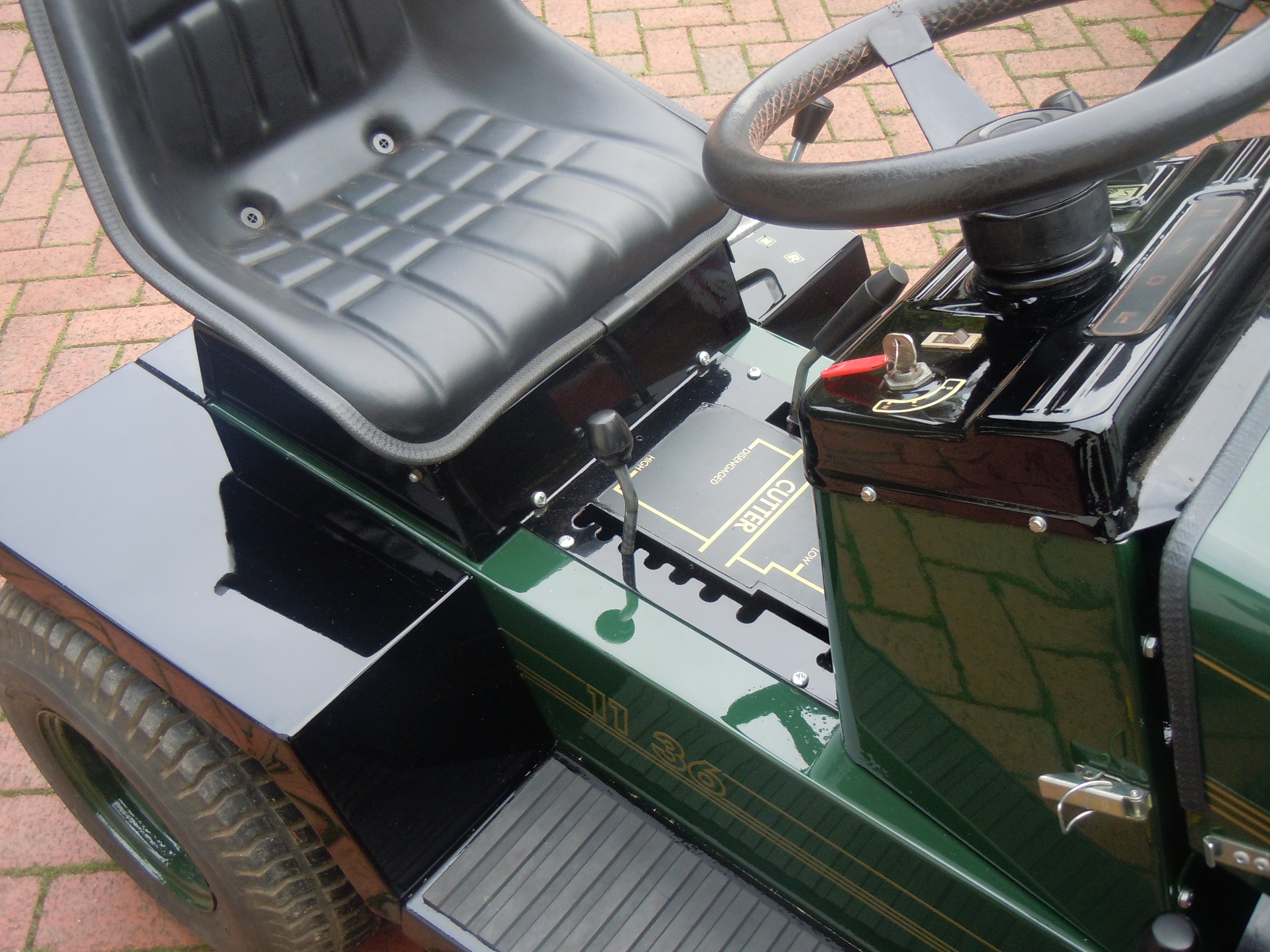
Siège d'une tondeuse à gazon

Le siège de véhicule est un élément de tout véhicule pour  permettre au conducteur et aux passagers de se positionner correctement dans le véhicule et assurer le confort des occupants. Il aide les passagers à rester à leur place en cas de collision.
Comme dans l’ameublement, les sièges de véhicule se sont adaptés aux types de véhicules, à la sécurité, au confort, à la mode en vigueur, aux exigences économiques, en utilisant toutes les techniques modernes qu’elles soient mécaniques, électriques ou électroniques.
L’évolution du siège a suivi celle du véhicule dont il fait partie.

## Véhicules hippomobiles
On distingue généralement le siège du cocher, souvent relativement sommaire, et les sièges destinés aux passagers. Le siège du cocher est un banc de bois, parfois de métal, qui transmet toutes les vibrations du chemin. Il peut être monté sur des ressorts à lames qui amortissent les secousses. 
La qualité des sièges des passagers dépend du type de véhicule et de son usage : bancs de bois disposés longitudinalement (char à bancs) ou transversalement, sièges rembourrés et montés sur ressorts pour les voitures de luxe. 
À la fin du XVIIIe siècle apparaissent en Angleterre les premières voitures « de luxe », comme le cabriolet ou le duc, qui ne sont plus menées par un cocher, mais par le propriétaire, depuis le siège principal. Le siège du cocher disparaît alors, ou est amovible dans certaines voitures (duc-victoria).

## Véhicules à moteur
Comme pour les véhicules hippomobiles, les véhicules terrestres à moteur (automobiles, autobus, trains, engins agricoles, engins de travaux publics, etc.) ; les sièges ont suivi la même évolution :
- banc de bois ou métallique ;
- banc monté sur ressort à lames, silentbloc,  coussins sur l’assise et le dossier;
- siège avec ressorts incorporés ;
- siège avec âme synthétique souple ;
- siège inclinable en position couchette ;
- siège avec appui-tête ;
- siège à réglage manuel de l’inclinaison de l’assise et du dossier ;
- siège à réglage électrique ;
- siège chauffant pour pays nordiques ;
- siège escamotable pour libérer du volume utile ;
- siège avec système « airbag » (coussin gonflable de sécurité) latéral incorporé ;
- siège avec écran dans le dossier pour passagers arrière.

On trouve par ailleurs :
- siège baquet, pour les voitures de compétition ;
- siège enfant, dont la taille varie en fonction de l'âge et conçu pour la sécurité des enfants embarqués.

Automobile
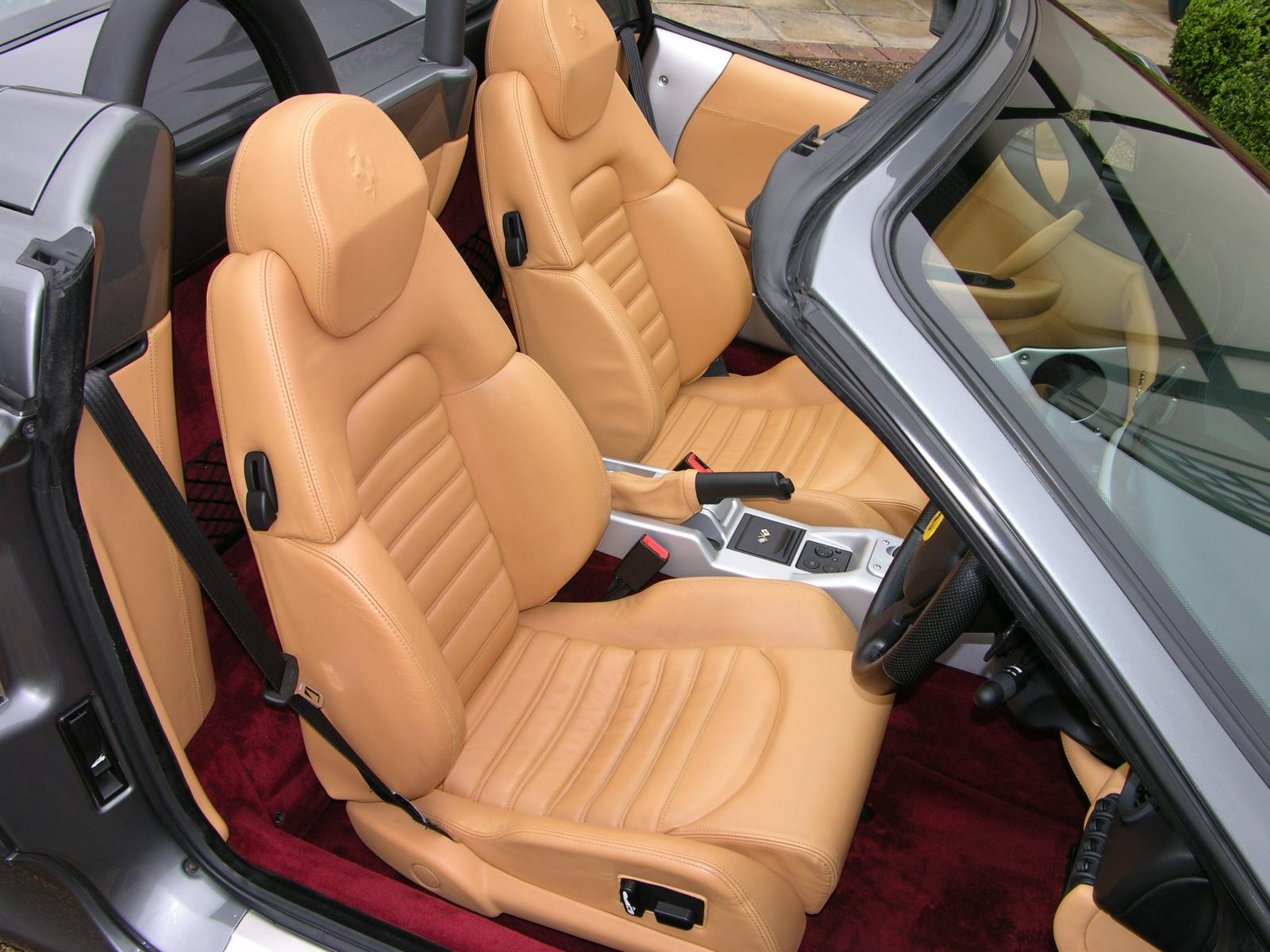
Les sièges luxueux d'une Ferrari 360 Spider
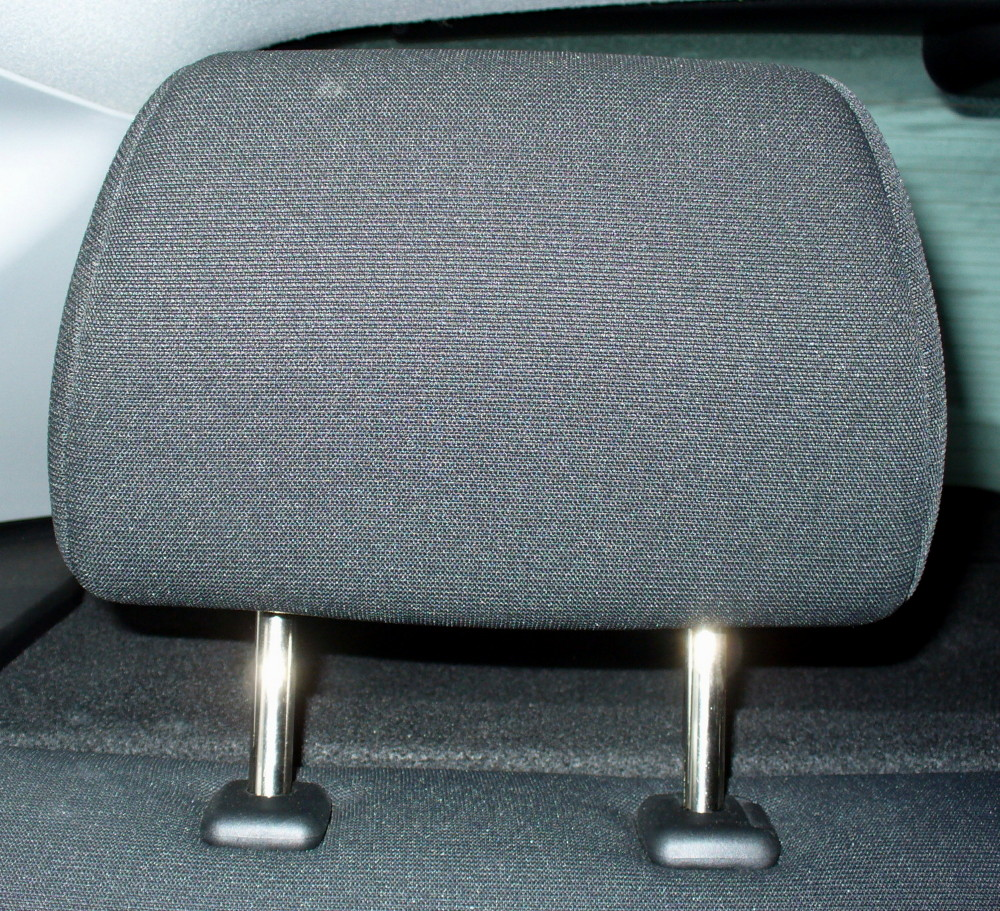
Un appui-tête
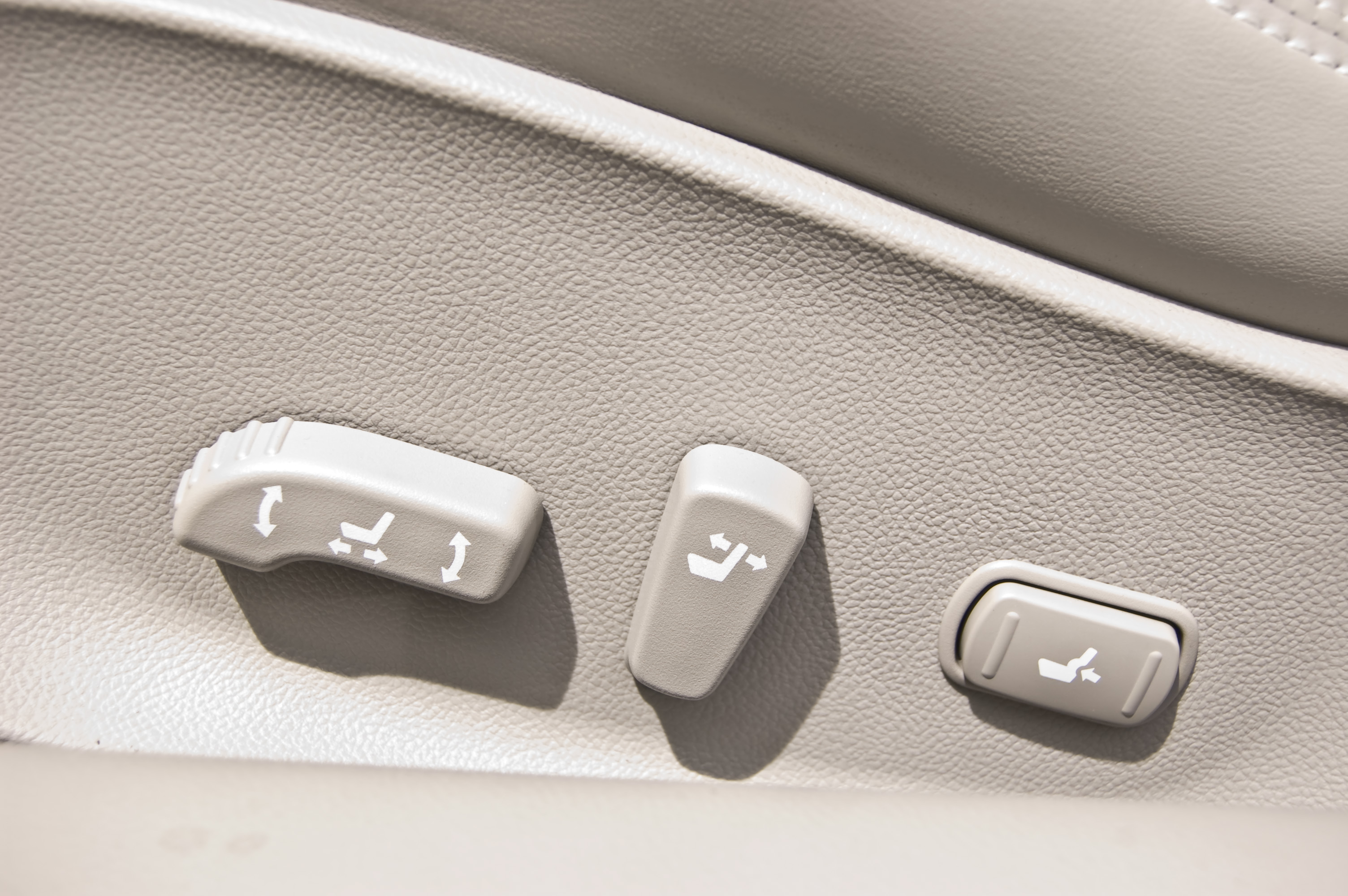
Boutons de réglage électrique d'un siège
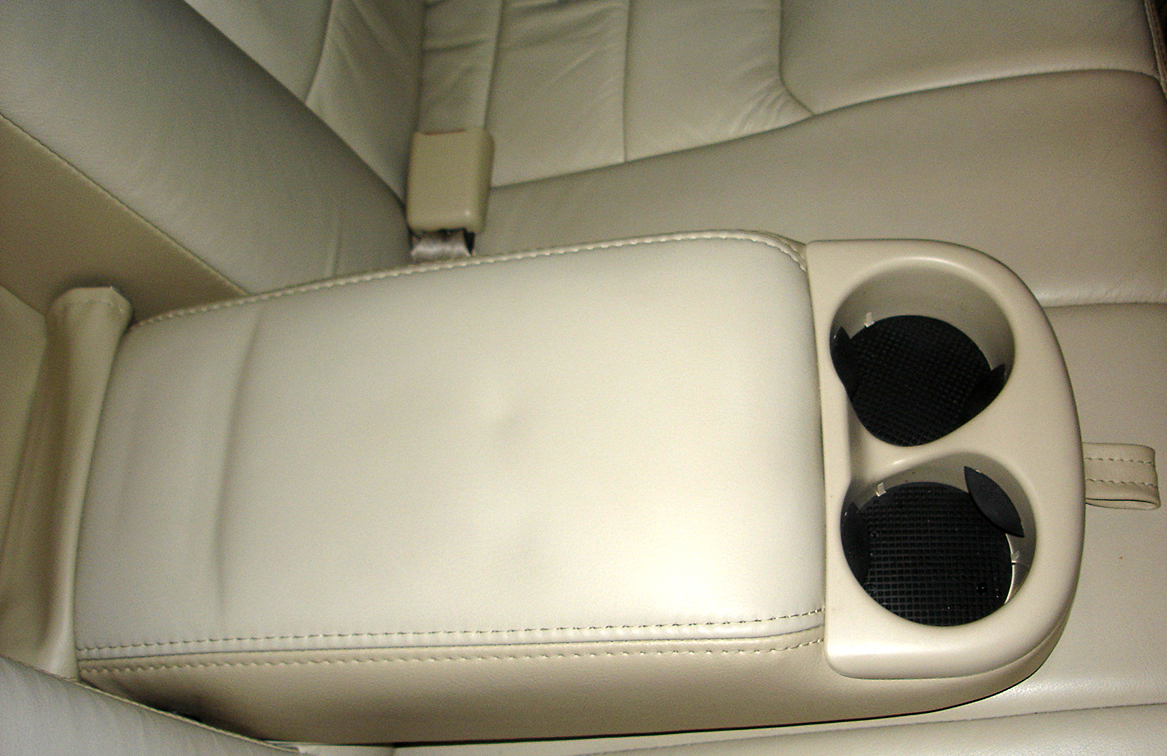
Porte-gobelets dans l'accoudoir central d'une banquette

Pour les véhicules aériens, le siège a également évolué du banc de bois vers un siège plus confortable mais sans passer par toutes les étapes des véhicules terrestres pour des raisons essentiellement de poids et de sécurité :
- siège en tôle fine avec assise et dossier capitonnés ;
- siège en tôle nue où le parachute dorsal du pilote et du passager sert de dossier (avion militaire d’observation aérienne);
- siège éjectable, sur avion à réaction.

Aviation
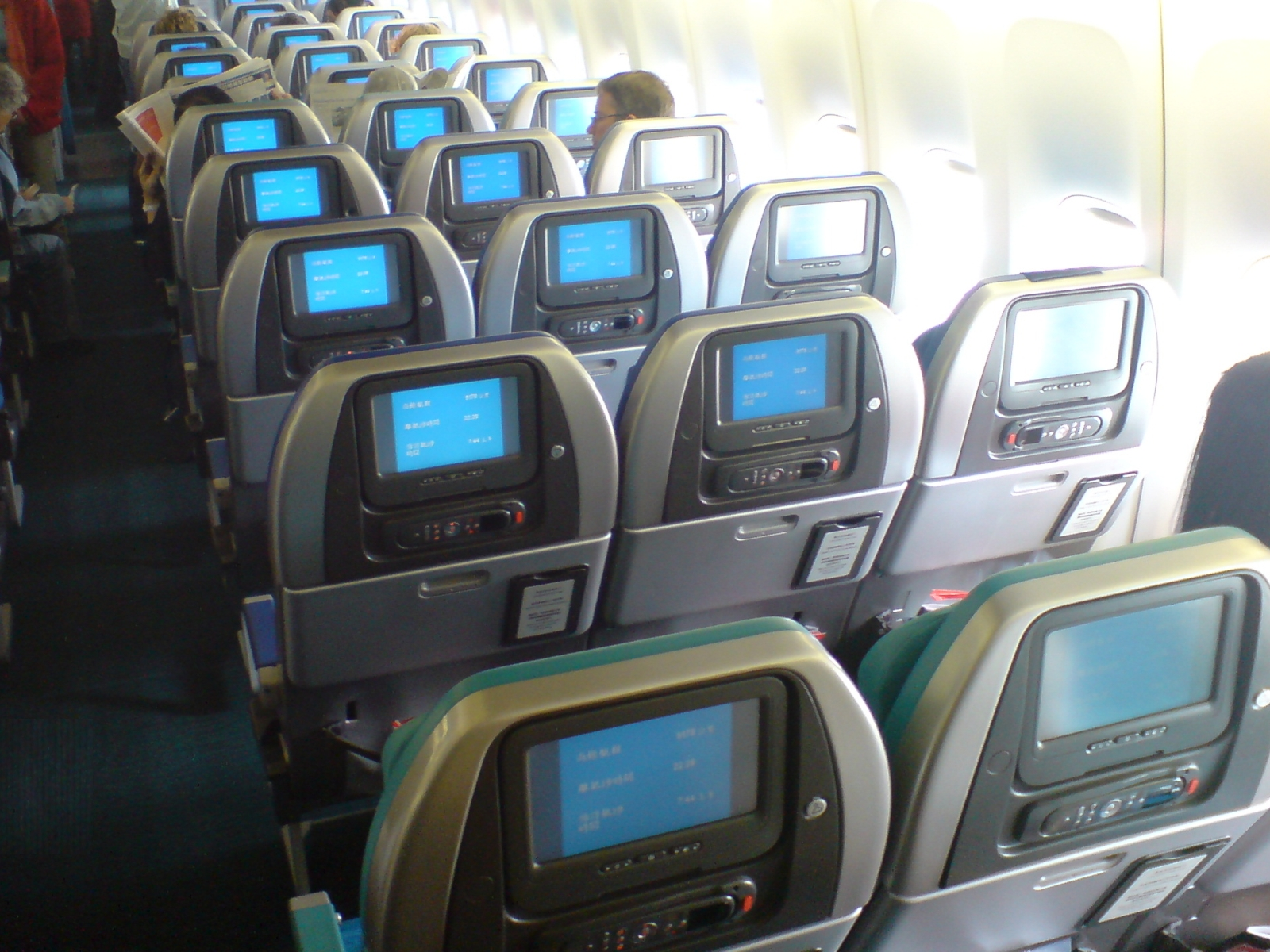
Rangées de sièges dans un avion gros porteur
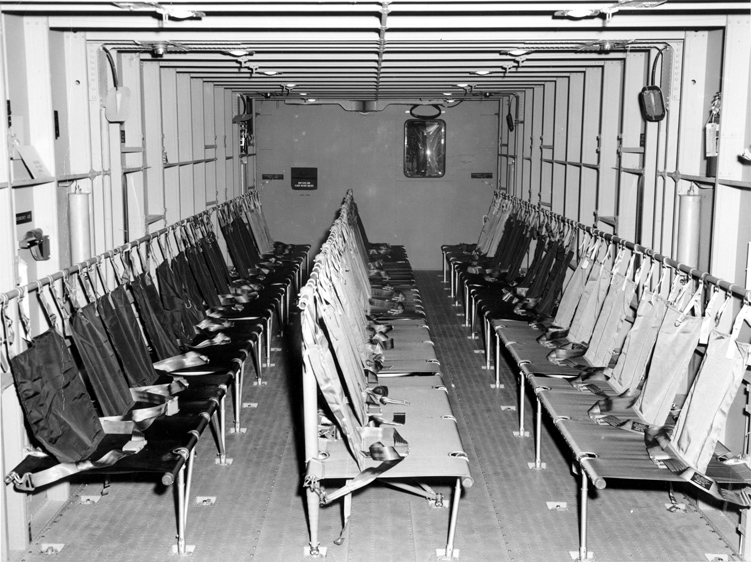
Sièges dans un appareil militaire (hélicoptère)
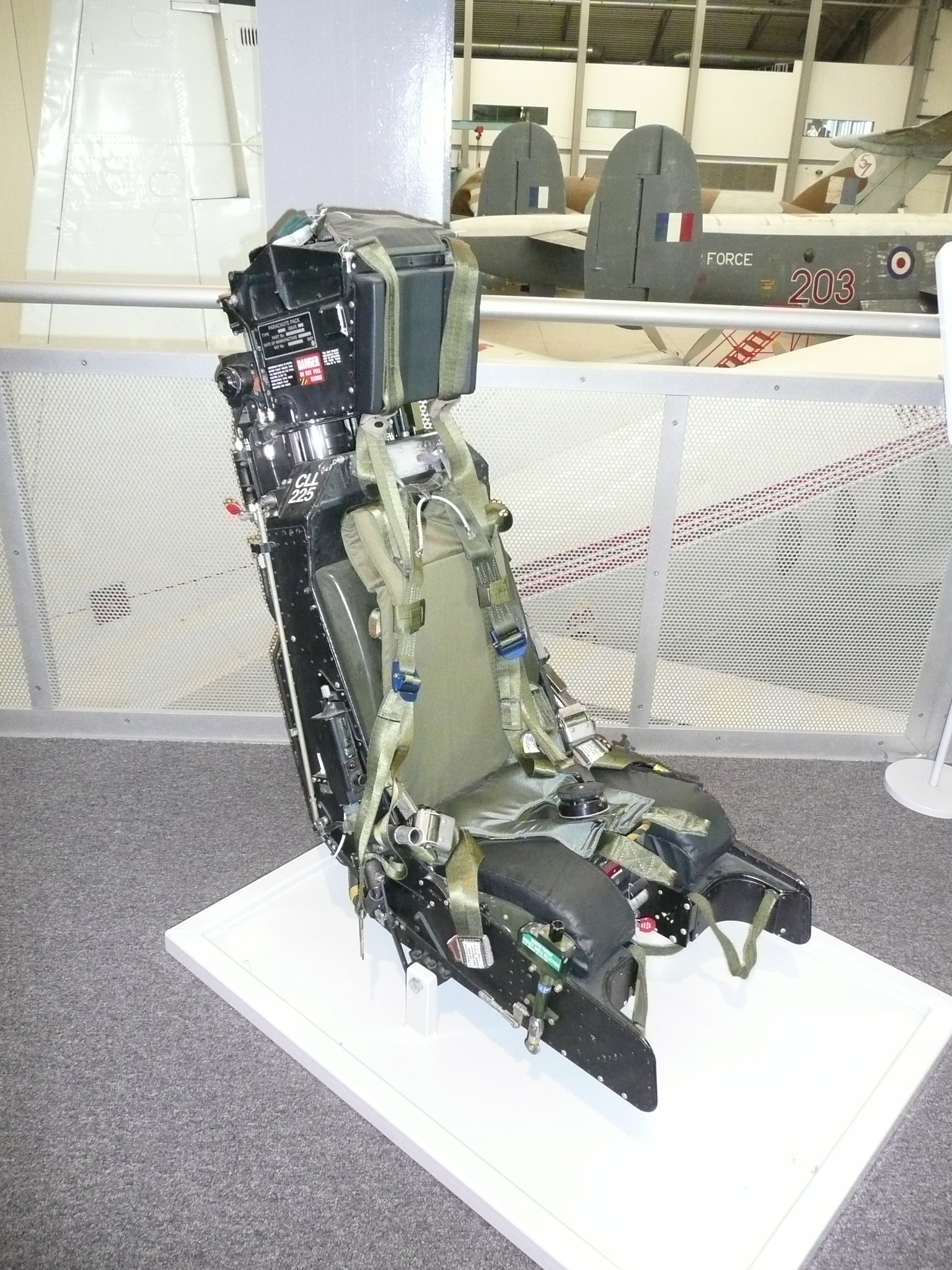
Un siège éjectable

## Ergonomie et sécurité
D'un point de vue, ergonomique, une partie importante de l'assise est celle sur laquelle repose le bas du dos du passager, c'est-à-dire que la région du corps humain entre le diaphragme et le bassin osseux. Il existe des dispositifs mécaniques pour faire varier la forme de cette zone du siège et l’adapter au contour de la région lombaire du passager en permettant le maximum de confort. En outre, certains sièges sont suffisamment longs pour supporter entièrement les cuisses du passager.
Dans les transports en commun, la directive 2003/20/CE du Parlement européen impose l'usage des ceintures de sécurité dans les autocars qui en sont équipés (ceux qui ont été mis en circulation après le 1er octobre 2001). En France, le Code de la route a été modifié dans ce sens en juillet 2003.
Des sièges spéciaux pour le transport des enfants sont spécialement adaptés pour les véhicules et sont nécessaires pour assurer leur sécurité par la structure particulière des sièges et la présence de ceintures de maintien dont la fonction principale est de retenir les enfants en particulier dans le cas d'un accident ou d’une brusque manœuvre.

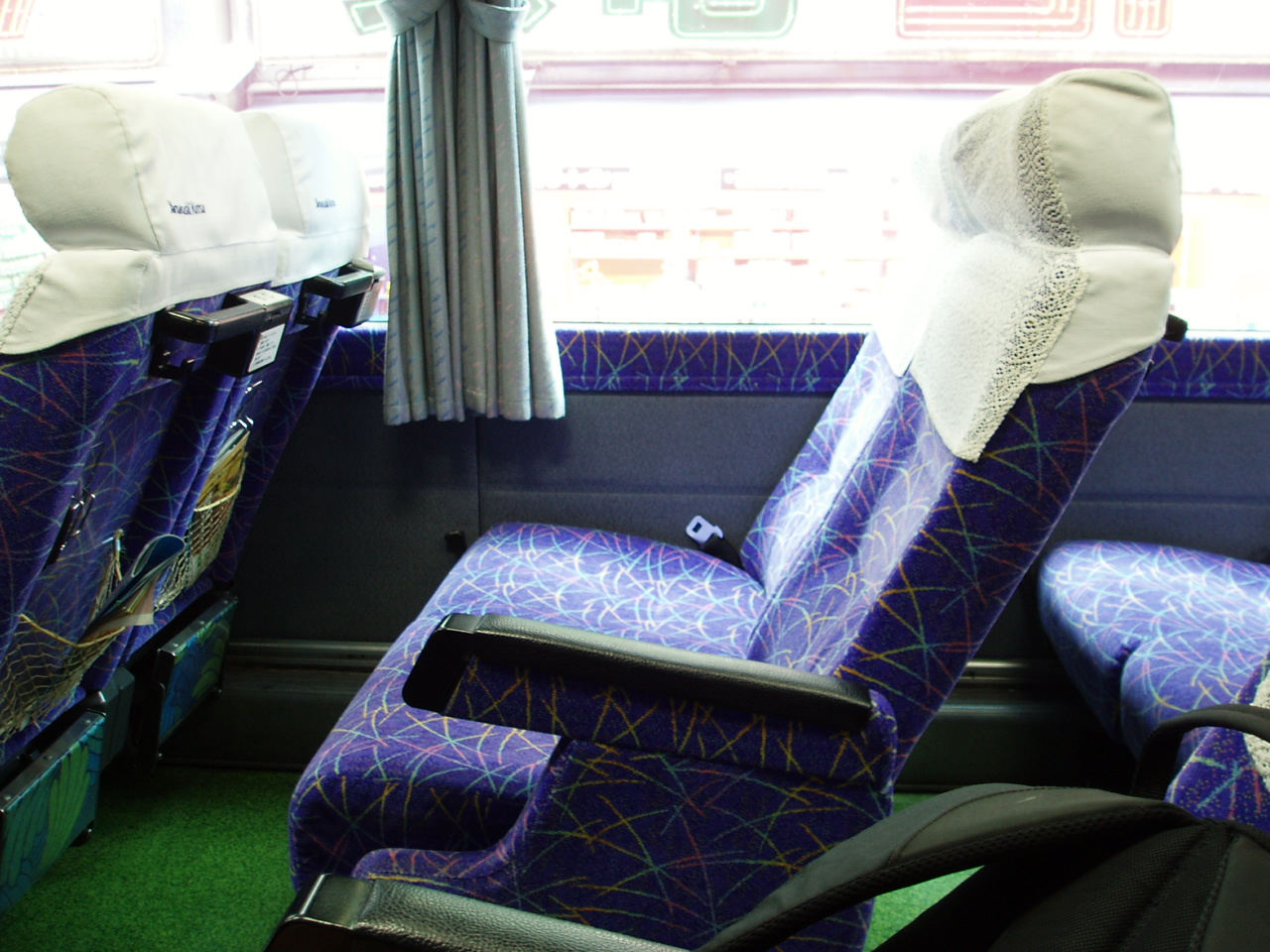
Un siège de bus
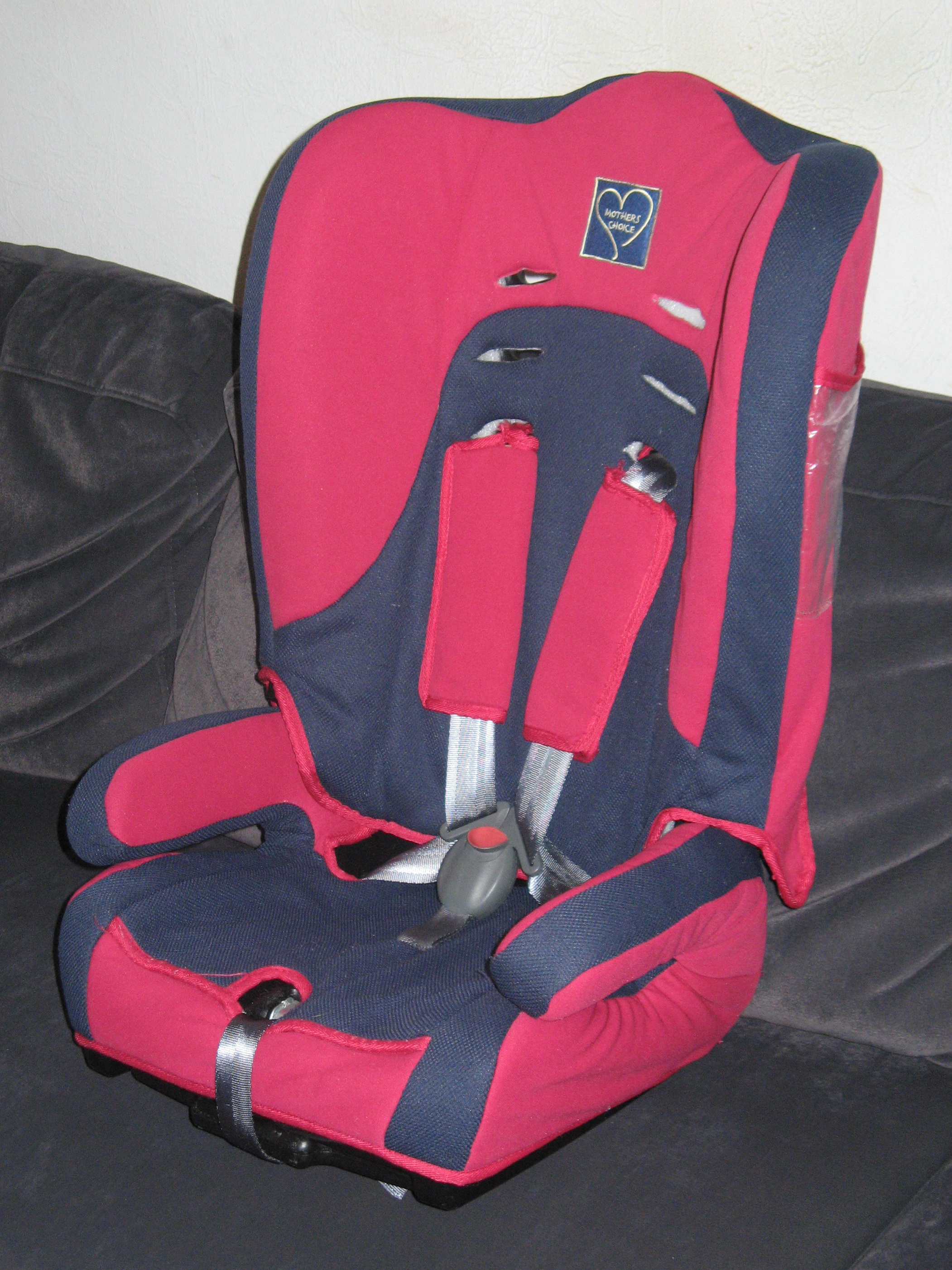
Un siège enfant
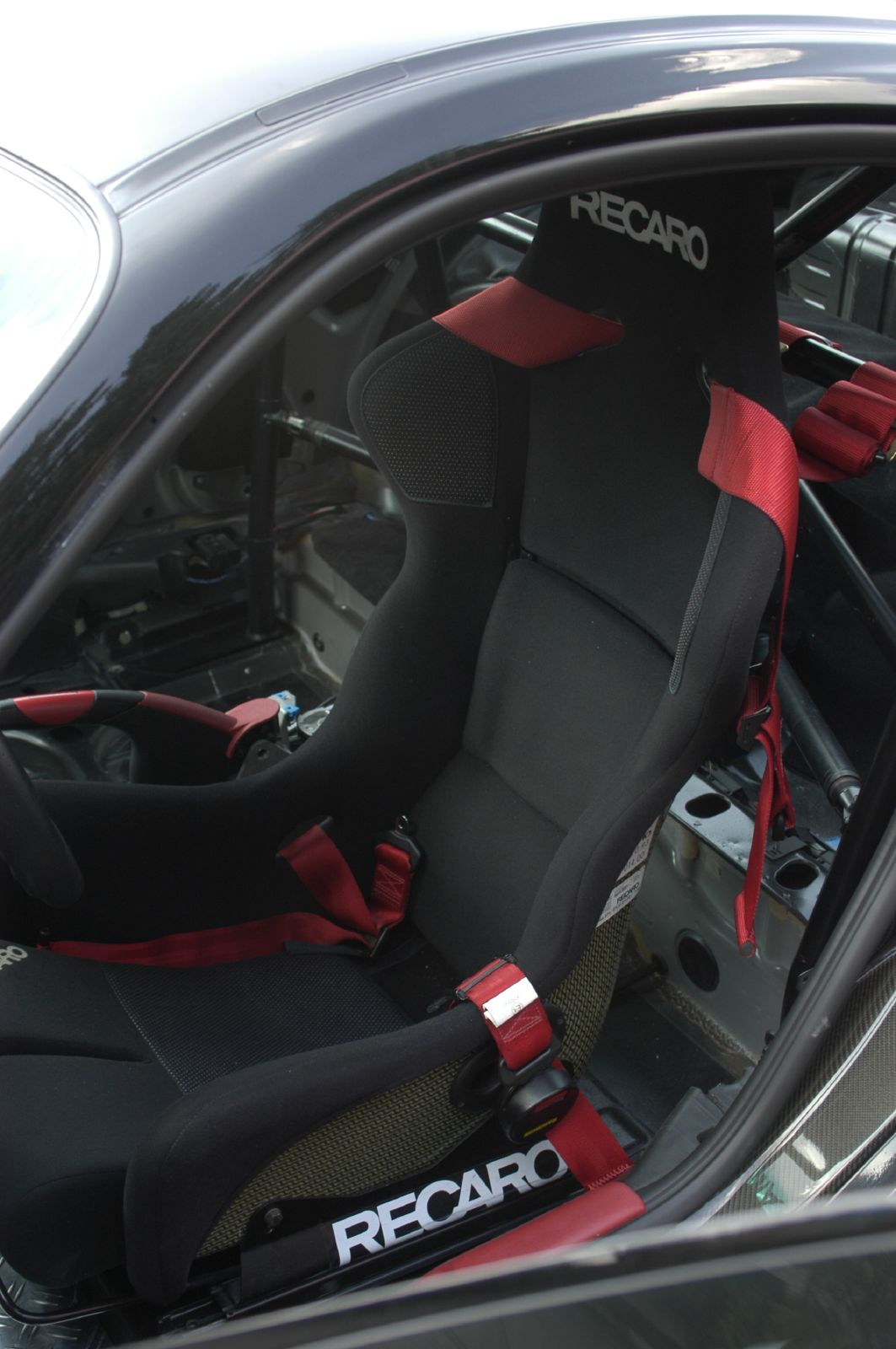
Sièges baquets Recaro
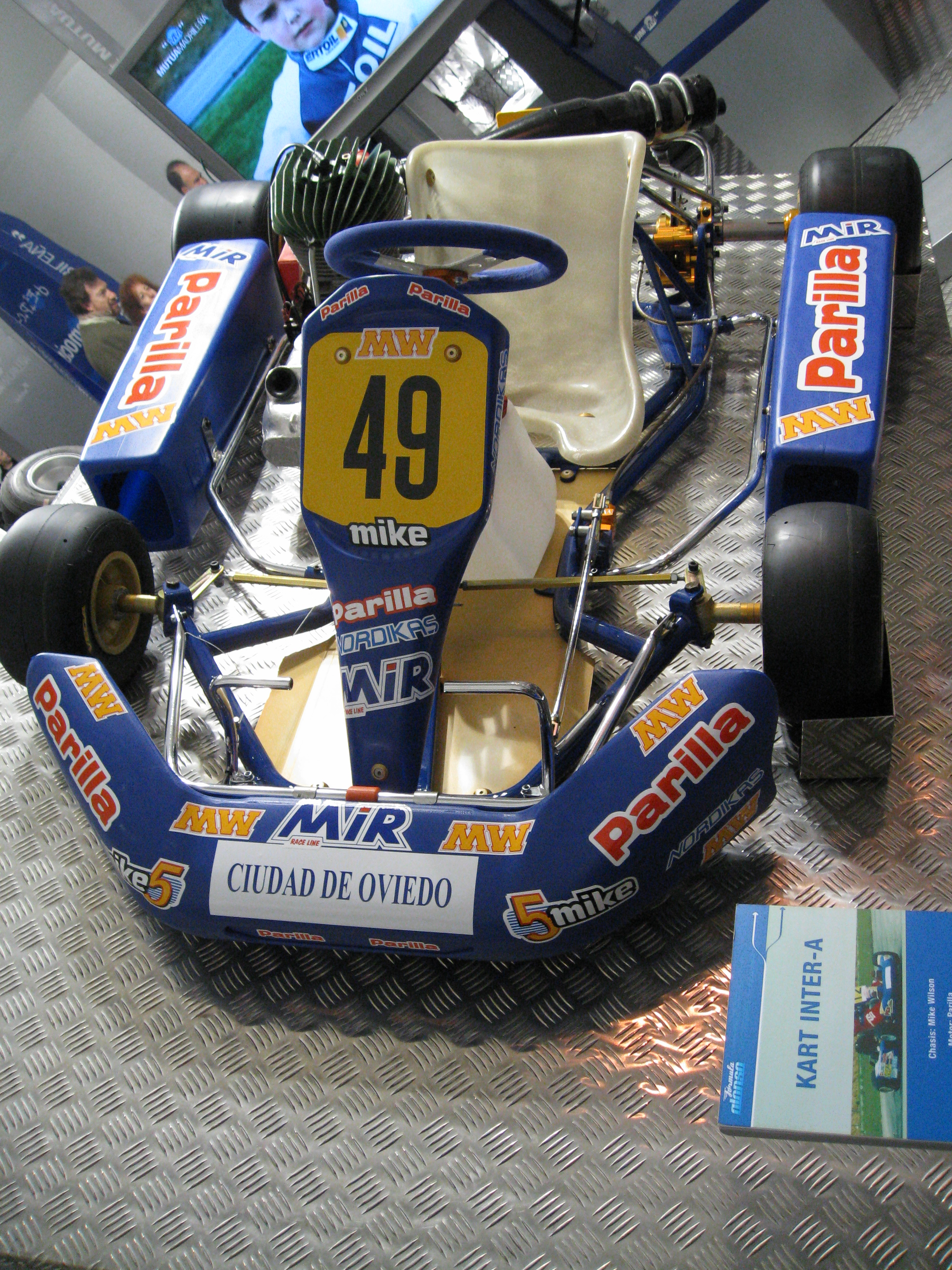
Un karting et son siège baquet

### Sécurité
En ce qui concerne la sécurité, les sièges sont généralement équipés d'appui-tête et de ceinture de sécurité et parfois d'airbags latéraux.

### Siège baquet
Ce type de siège, rarement conçu pour son confort mais dans un souci de maintien et de sécurité maximum, comporte des bords qui remontent de chaque côté de l’assise et du dossier dans le but essentiel d’envelopper et de maintenir l’occupant. Il permet de bien supporter les accélérations latérales, en empêchant les mouvements du bassin et du torse.
Son assise profonde évite au passager de glisser sous la ceinture de sécurité à enrouleur en cas de freinage brutal, de choc frontal ou de tonneaux. Ce type de siège est particulièrement monté en position avant sur les véhicules de sport ou de compétition et est souvent associé à l'usage d'un harnais quatre ou cinq points pour un résultat optimum (toujours, en compétition).

## Règlementation
En Europe le règlement CEE-ONU 17 (les sièges, leur ancrage et les appuie-tête) fixe les normes de résistance des sièges, de leurs ancrages et de leurs appuie-tête, ce en quoi il est similaire au règlement FMVSS (en) 207 de la NHTSA.